# Distributeur de papier toilette

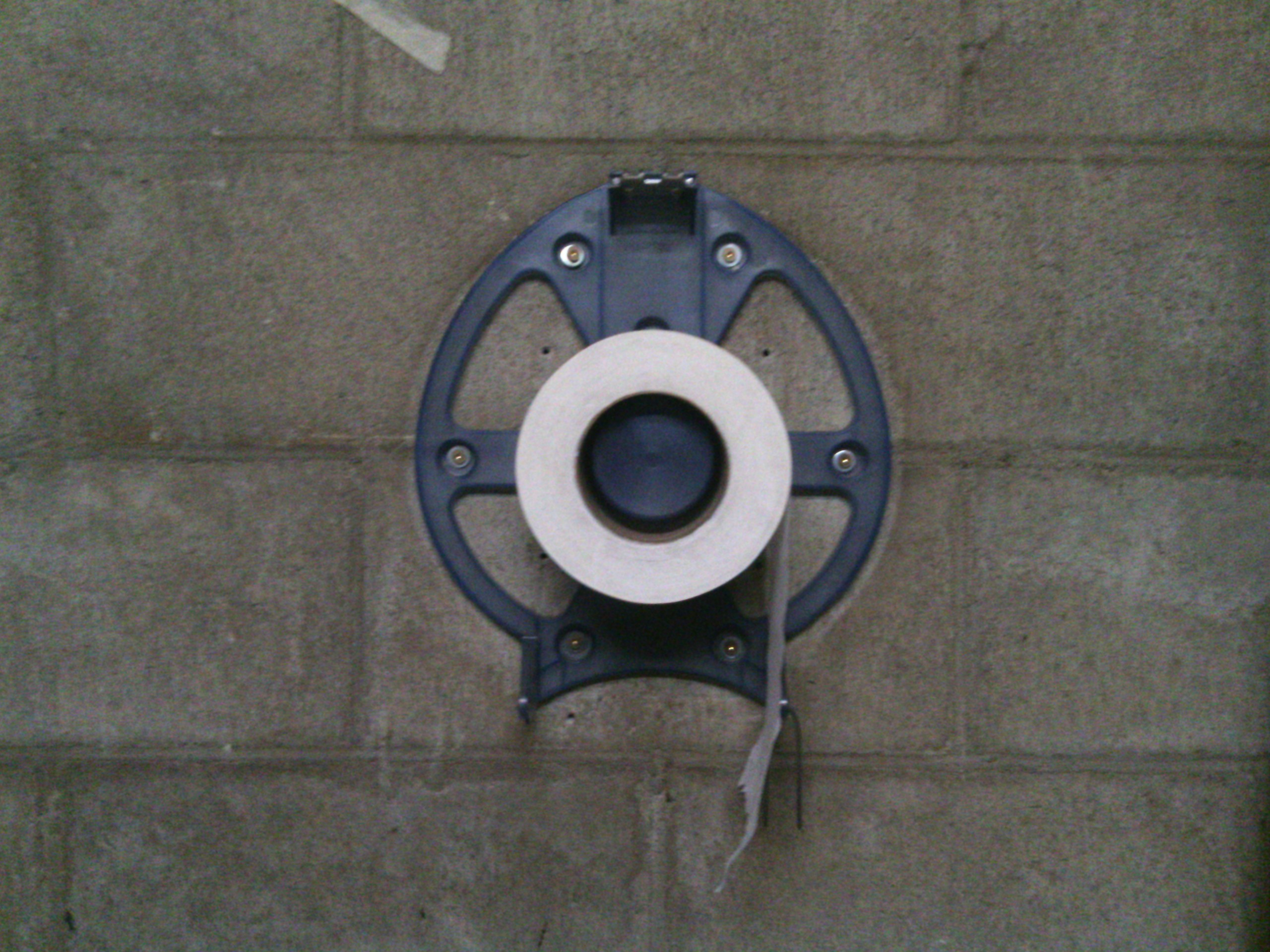
Un exemple de distributeur de papier toilette.

Un distributeur de papier toilette est un ustensile servant à distribuer ce dernier. Il aide d'abord et avant tout à assurer l'hygiène du rouleau, notamment en évitant d'y déposer de la matière fécale. Il est souvent rempli par une femme de ménage[réf. nécessaire].